# Catedral de Nuestra Señora de Lourdes (Nakhon Ratchasima)
La Catedral de Nuestra Señora de Lourdes (en tailandés: อาสนวิหารแม่พระประจักษ์ที่เมืองลูร์ด) también llamada simplemente catedral de Nakhon Ratchasima, es un edificio religioso afiliado a la Iglesia católica que se encuentra en la ciudad de Nakhon Ratchasima, en la provincia homónima del país asiático de Tailandia.

## Historia
La iglesia fue sede del vicariato apostólico de Nakhorn-Rajasima hasta que fue elevada a la categoría de diócesis por la bula "Qui in fastigio" de 1965 del Papa Pablo VI. Ahora es la iglesia principal de la diócesis de Nakhon Ratchasima (Dioecesis Nakhonratchasimaensis, สังฆมณฑลนครราชสีมา). 
El templo que sigue el rito latino o romano está dedicado a la Virgen María, que según la doctrina católica es la Madre de Jesús, y en concreto eligió el título de Nuestra Señora de Lourdes, un nombre de origen francés, relacionado con la creencia católica de que la madre de dios se habría aparecido en una localidad francesa en 1858.